# هواوی اسند (تلفن)
هواوی اسند (به انگلیسی: Huawei Ascend) اولین گوشی سری محصولات تلفن همراه هواوی اسند است. این گوشی به طور پیش فرض مجهز به سیستم عامل اندروید ۲٫۱ است. هواوی اسند نخست در ایالات متحده توسط شرکت خدمات شبکه تلفن همراه اعتباری کریکت وایرلس و MetroPCS عرضه شد. این مدل تا تابستان ۲۰۱۲ میلادی در بازار اروپا نیز عرضه شد.
از ویژگی‌های این دستگاه می‌توان به صفحه نمایش ۳٫۵ اینچی HVGA خازنی، دوربین ۳٫۲ مگاپیکسلی، صفحه لمسی همچنین شتاب‌سنج و قطب‌نما اشاره کرد. صفحه نمایش لمسی خازنی این مدل، چندلمسی نیست.
اولین مدل این سری هواوی اسند ام۸۶۰ است.